# Sulphur Springs (Arkansas)
Pour les articles homonymes, voir Sulphur Springs (homonymie).
Sulphur Springs est une municipalité du comté de Benton, dans l’État de l’Arkansas aux États-Unis.

## Démographie
| 1900 | 1910 | 1920 | 1930 | 1940 | 1950 |
| ---- | ---- | ---- | ---- | ---- | ---- |
| 315  | 500  | 470  | 404  | 435  | 543  |

| 1960 | 1970 | 1980 | 1990 | 2000 | 2010 |
| ---- | ---- | ---- | ---- | ---- | ---- |
| 460  | 503  | 496  | 523  | 671  | 511  |